# زوروني كل سنة مرة (أغنية)

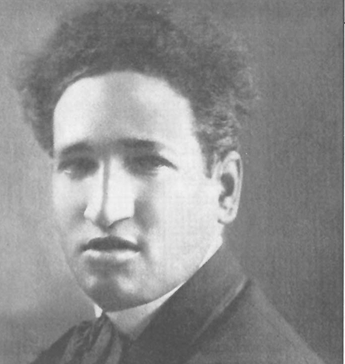
السيد درويش البحر (1892 - 1923) موسيقي

زوروني كل سنة مرة  أغنية من مقام "عجم"  من تلحين سيد درويش ومن كلمات محمد يونس القاضي، حسب إجماع المؤرخين، وأول من غناها المطرب المصري حامد مرسي عام 1917. اختلف البعض على مصدرها وغناها عدد كبير من المغنيين العرب منذ صدورها وحتى الآن، كما عزفتها فرق موسيقية مختلفة ونالت نسخة "فيروز" النصيب الأكبر من الإنتشار والإعجاب.

محمد يونس القاضي (1888 - 1969) مؤلف

## تاريخ الأغنية
القصة الأولى: جاءت على لسان الإعلامي اللبناني علي نون  خلال لقاءٍ مع برنامج "يا هلا بالعرفج" على القناة التلفزيونية "روتانا خليجية" حيث قال: "مرض شاعر الأغنية المصري محمد يونس القاضي مرضاً شديداً أقعده في المستشفى. وخلال فترة مرضه زاره، عددٌ كبيرٌ من أصدقائه المقربين، لكن القاضي كان ينتظر - على ما يبدو - زيارةً أخرى من أخته، التي انقطع الوصل معها بسبب خلافٍ على الميراث أوصلهم إلى المحاكم. وفي يوم من الأيام، بينما كان الشاعر يجلس في المشفى، حدث ما انتظره لوقتٍ طويل؛ فانفتح باب الغرفة ودخلت شقيقته لزيارته، ما جعله يشعر بتأثرٍ شديد، وقرر كتابة كلمات هذه الأغنية. ويقال إن هذه الزيارة كانت سبباً في تنازل كل طرف عن القضايا المرفوعة بينهما"، ويتابع المطرب حامد مرسي، أول من غنى "زوروني كل سنة مرة"، ويقول: "في سنة 1917 كنت مطرب في فرقة "جورج أبيض" ورحنا إسكندرية علشان نحي حفلة واخواني الممثلين عرفوني على الأستاذ سيد درويش وقال لي أنا عايز أسمعك، وده كان قبل العمل في الليل في كازينو الهمبرا، فسمعته صوتي لاني كنت بأغني بين الفصول قصائد للشيخ سلامة حجازي، فانبسط جداً وقال لي: "أنا عايز أقول لك لون من الأغاني ممكن تسمعه"، قلت له: "طبعاً قوي"، فغنى لي زوروني كل سنة مرة، وبكى، وأنا فعلاً بكيت كمان لأنها كانت مؤثرة جداً. قال لي: "أنت بتبكي ليه؟"، قلت له: "علشان دي حاجة غريبة وحاجة كويسة قوي"، قال لي: "اذن أنت تغنيها"، قلت له: "أنا ماعنديش مانع أبداً"، فقال لي: "تغنيها امتى؟"، قلت له: "أغنيها الليلة!"، قال لي: "الليلة تقدر تغنيها؟"، ويتابع المطرب حامد مرسي روايته وكيف أن سيد درويش أعاد غنائها مرة ثانية وبكى وأتفق على أن يحضر في تلك الليلة ويلقنه الكلمات إذا تعثر.

حامد مرسي (1902 - 1982) ممثل ومطرب

القصة الثانية: قدمها خالد القشطيني (الصحافي والكاتب والمؤلّف العراقيّ) على صفحات الجريدة السعودية اللندنية "الشرق الأوسط" في 21 فبراير 2020 حيث قال ان تاريخ الأغنية يعود إلى أواخر القرن التاسع عشر. وأفاد بأنه سمع القصة من المطربة والموسيقية الفلسطينية ريم الكيلاني، الباحثة في فولكلور الموسيقى العربية، حيث التقى بها في كنيسة سان البرغر في لندن. قالت ريم أن أصل الأغنية يعود لمطرب عراقي من أهل الموصل كان اسمه الملا عثمان الموصلي. رحل المطرب إلى إسطنبول حيث راح يغني في المقاهي والقصور. وسمع به السلطان عبد الحميد فاستدعاه واستمع له وأعجب بغنائه فضمه إلى الحاشية السلطانية.
كان الملا عثمان الموصلي متصوفاً فعز عليه أن يقضي حياته في الغناء لحريم السلطان وحاشيته، وهكذا رحل إلى حلب وانضم للحركة الصوفية، ورأى النبي (عليه الصلاة والسلام) في حلم. وكان يلومه على عدم زيارة الحرم الشريف وقبر النبي. أوحت له الزيارة، التي عقد العزم عليها، بكلمات "زُر قبرَ الحبيب مرة" (التي تحولت فيما بعد إلى "زوروني كل سنة مرة")، وأخذ يغنيها للصوفيين. بعد زيارة الملا عثمان للمدينة المنورة رحل إلى مصر وتتلمذ الكثيرون على أصول غنائه وتعلم منه عبده الحامولي، كما تعلم الملا الغناء المصري. استمع سيد درويش من الملا عثمان أغنية زوروني، فغناها. ومن سيرة سيد درويش يعرف الجميع أنه تتلمذ على يد الشيخ عثمان الموصلي العراقي، وجاء على موقع "أكاديمية الفنون" المصري في ذكرى ميلاد الشيخ سيد درويش: "تتلمذ في حلب على الشيخ عثمان الموصلي العراقي ويقول الشيخ محمود مرسي إن الشيخ سيد عاد بعد هذه الرحلة أستاذا كبيرا في ميدان الموسيقى العربية."
كتبت "همس الحوار Whispering Dialogue" المجلة الدورية للفنون والعلوم الإنسانية (تم أرشفتها بالكامل من المكتبة البريطانية): "عاش الموصلي في مصر مدّة من الزمن وتأثر به عدد من رجالات مصر منهم شيخ قرّاء مصر محمّد رفعت وعبده الحامولي ومحمّد عثمان وكامل الخلعي، وأقام في بيروت والشام وحلب وترك آثاراً هناك، كما تتلمذ على يديه سيد درويش (1892-1923) وآخرون."

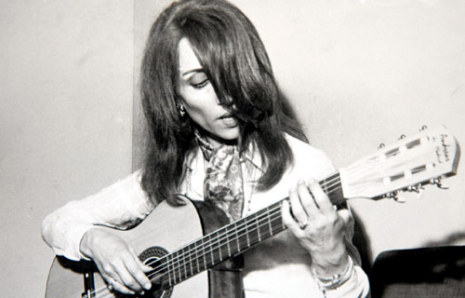
فيروز (21 نوفمبر 1935-) مغنية

قالت الباحثة "لقاء فتحي عبد الله"، من جامعة الموصل - قسم التاريخ، في بحث لها تحت عنوان (الملا عثمان الموصلي وتأثيراته الفنية على فناني مصر وسوريا وتركيا): "بعد مقارنة ما أوردته المصادر الموسيقية المتخصصة يتضح لنا أن العديد من الألحان قد نُسبت لغيره في مأساة فنية، فيما تعود للملا عثمان في الأصل، ومن هذه الألحان والأغاني لحن (زوروني كل سنة مرة) والتي نُسبت لسيد درويش، وهي لحن للملا عثمان والعنوان في الأصل (زُر قبرَ الحبيب مرة)."
كتب زيد خلدون جميل: "من منا لم يسمع اغنية "زوروني بالسنة مرة"، التي كان أشهر من غناها المغنية اللبنانية فيروز، وهي الأغنية التي تدعي وسائل الإعلام ان ملحنها هو الموسيقي المصري سيد درويش، وكم من كاتب وصفها بقمة الغناء المصري والعربي الأصيل ودليل على عبقرية سيد درويش، ولكن كم من المؤرخين والموسيقيين يعرفون بأن سيد درويش قد اقتبس هذه الاغنية الرائعة من أستاذه الموسيقار والمغني العظيم العراقي الملا عثمان الموصلي بدون ذكر حقيقة اصلها وهي الاغنية العراقية الصوفية المعنونة "زر قبر الحبيب مرة".
يدلل أحمد الموصلي (الباحث والمؤرشف) على عراقية الأغنية ويقول أن الموسيقار محمد عبد الوهاب ذكر أن سيد درويش طلب تركيب كلمات لأغنية زروني في أحد اللقاءات التلفزيونية، بما يعني أن الأغنية كانت موجودة أصلا بكلمات دينية استبدلها سيد درويش بكلمات عاطفية.

## كلمات الأغنية
زورونى كل سنة مرة         حرام تنسوني بالمرة
أنا عملت إيه فيكم       تشاكوني واشاكيكم
أنا اللى العمر اداديكم       حرام تنسونى بالمرة
يا عينى ع اللى مالوش حد   طول عمره يقاسي الوجد
وتجري دمعته ع الخد         مسـكين حاله بالمرة
زورونى كل سنة مرة 

## نسخ مختلفة للأغنية
منذ التاريخ المعروف لصدور الأغنية بصوت حامد مرسي والإصدارات تتوالى بنسخ مختلفة للأغنية "زورونى كل سنة مرة" من كل الدول العربية. أيضاً لفتت الأغنية نظر الغرب وقال عنها زياد رحباني في لقاء تلفزيوني: "كنا نقوم لعمل مكساج ذات مرة لأعمال فيروز عام 2000، وكنا نعيد ونكرر كثيراً، وكان يجلس في غرفة مجاورة لنا موسيقي ألماني يقوم بعمل مختلف عنا. وعندما خرجت من الاستوديو شاهدت مهندساً يتحدث معه باللغة الألمانية، وحضر إلي وسألني عما إذا كان يمكن لهذا الموسيقار أن يدخل الغرفة معنا لسماع أغنية "زوروني كل سنة مرة" من الداخل لأنه كان قد سمعها من خلف الباب. فرحبت به وبعد سماعه للأغنية وجدته منبهراً وسألني من لحن هذه الأغنية؟ فأجبته بأنه ملحن مصري يدعى سيد درويش وقد توفي في العام 1923."
قدم أغنية "زوروني كل سنة مرة": الملا عثمان الموصلي (نسخته تحت عنوان "زور قبر الحبيب مرة" غير متوفرة) - سيد درويش - حامد مرسي - التونسية حبيبه مسيكه (1903 – 1930) - الشيخ إمام - كارم محمود - فيروز - زكي مراد - اميمة خليل - صباح فخرى - إيمان البحر درويش - حنان ماضي - إيهاب توفيق - اللبنانية كارلا شمعون - المصرية هايدي موسى - دنيا سمير غانم - محمد الحلو - حمزة نمرة - السورية كارمن توكمه جي - إلهام مدفعي – ثمانية من لبنان في نسخة واحدة (أدونيس - علاء وردي - أنطوني توما - عزيز مرقة - دانا حوراني - كاظم شماس - لارا اسكندر - نويل خارمان).
قدم موسيقى الأغنية بعض الفرق مثل: فرقة عبد الحليم نويرة – فرقة الموسيقى العربية للتراث – فرقة أم كلثوم - فرقة مركز الحفني لذوى القدرات الخاصة.

## وصلات خارجية
http://egyptartsacademy.kenanaonline.com/posts/115964 زوروني كل سنة مرة (أغنية)
https://www.youtube.com/watch?v=DkOkUQhoqHk زوروني كل سنة مرة (أغنية)
https://www.youtube.com/watch?v=zddDUJ6qA9k زوروني كل سنة مرة (أغنية)
https://www.youtube.com/watch?v=f1qKSxXFwbw زوروني كل سنة مرة (أغنية)
https://www.youtube.com/watch?v=0TlEMV1Sn28 زوروني كل سنة مرة (أغنية)
https://www.youtube.com/watch?v=YX-5vn99Wt0 زوروني كل سنة مرة (أغنية)
https://www.youtube.com/watch?v=zFcpFJ4G8RY زوروني كل سنة مرة (أغنية)
https://www.youtube.com/watch?v=V9G9fKEXots زوروني كل سنة مرة (أغنية)
https://www.youtube.com/watch?v=nLG4TCXGjHI زوروني كل سنة مرة (أغنية)
https://www.youtube.com/watch?v=sChwf6gUskk زوروني كل سنة مرة (أغنية)
https://www.youtube.com/watch?v=3fa8a_3jyWo زوروني كل سنة مرة (أغنية)
https://www.youtube.com/watch?v=0KGoBvg3Mck زوروني كل سنة مرة (أغنية)
https://www.youtube.com/watch?v=X22eb8wqW5g زوروني كل سنة مرة (أغنية)